# Flávio Marques Lisboa
Flávio Marques Lisboa é um bairro popular situado na regional Barreiro de Belo Horizonte, mais precisamente na parte do Barreiro de Cima. É neste bairro que se encontra o Parque Ecológico Municipal Roberto Burle Max, mais conhecido como Parque das Águas. Além disso, foi neste bairro onde ocorreu a primeira área de ocupação do Barreiro, dando origem a Vila Cemig.
No início do século XX, para receber políticos e familiares nos fins de semana foram construídas no bairro residências luxuosas, entre elas o Palácio dos Governadores e a Casa de Descanso do Prefeito.

## História

### Origem do nome
Flávio Marques Lisboa (22 de março de 1906 - 22 de dezembro de 1949) foi um médico formado pela Faculdade de Medicina da UFMG, em 1927, na mesma turma de Pedro Nava e Juscelino Kubitschek.
Ele foi um pioneiro, junto com José Ferola, da Radiologia em Minas Gerais. Juntos os dois instalaram o primeiro consultório particular de radiologia em Belo Horizonte no edifício Bleriot, na rua Rio de Janeiro, entre as ruas dos Tupinambás e dos Caetés. No dia 1 de setembro de 1930, durante a inauguração do primeiro equipamento de raios-x no Hospital Santa Casa de Misericórdia de Belo Horizonte, ele foi responsável por operar tal equipamento. Além disso, também atuou no Instituto de Radium de Minas Gerais.

### Palácio dos Governadores
As terras da Fazenda Barreiro, constantemente visitadas pelos políticos que passavam finais de semana com familiares, despertaram o interesse do governo para a construção de um casarão que proporcionasse maior conforto aos visitantes. Já no governo do Presidente do Estado Júlio Bueno Brandão (1910-1914), o casarão foi projetado com planta arrojada, tendo aspecto de um palácio. Foi somente na presidência de Artur Bernardes (1918-1922), aproximadamente 1919, que a obra foi concluída. Sua construção contou com o apoio das famílias dos colonos da região, tanto na mão-de-obra, quanto em materiais. Muitas peças foram importadas.
O casarão, denominado mais tarde “Palácio dos Governadores”, foi constrúido com participação de diferentes políticos: Júlio Bueno Brandão mandou projetar, Artur Bernardes o construiu e arborizou, Raul Soares mandou ajardinar e Antônio Carlos providenciou esculturas.
Foi a residência de descanso do Presidente da Província, onde políticos se encontravam e onde foram traçados muito rumos políticos. “O local era escolhido para reuniões por ser afastado e tranquilo, evitando-se a presença de pessoas estranhas aos assuntos tratados. Várias personalidades de Minas e do País visitaram o Palácio do Barreiro.” 
No entanto, com a construção da capital e as mudanças na representações do Estado – o Presidente da Província passa a ser representado pela figura do Governador -, o palácio foi abandonado.
Posteriormente, nessa área foram implantadas as casas lares para pessoas portadoras de sofrimento mental. Sem manutenção, conservação e interesse na sua restauração, o palácio ficou em ruínas, colocando em risco os usuários do lugar. Além disso, também já foi centro de recepção e triagem da antiga Fundação Estadual do Bem-Estar do Menor (Febem).

### Casa de Descanso do Prefeito
Foi uma residência construída nos moldes do Palácio dos Governadores. Nos fins de semana, o prefeito, a primeira-dama e convidados desfrutavam de piscinas, sauna e uma vista livre da Serra do Curral. Nos tempos áureos, contava com lavanderia, vestiários e uma capela.
De toda a forma, a Casa de Descanso do Prefeito foi oficialmente extinta em 27 de setembro de 1976. Mais tarde, em outubro de 1986, transformou-se na Cidade do Menor, instituição destinada a receber crianças e adolescentes em risco social. Foi apenas em dezembro de 1994 que, por meio da Lei 6.804, foi criado o Parque Burle Marx.
Hoje, os objetos e as características do local se perderam, sendo preservados somente a estrutura da casa e uma capela.

### Praça da Febem
Nas mediações da Praça da Febem já esteve edificado o Palácio dos Governadores. É um espaço com forte significado político, visto que foi sede de muitas manifestações políticas - principalmente de partido de esquerda.

## Point Barreiro
O Polo de Integração do Barreiro, “Point Barreiro”, é um espaço de 45 mil m² sendo um projeto dos governos municipal e estadual voltado para a formação profissional e atividades de esportes, lazer e cultura de crianças e jovens. Também conta com uma biblioteca pública. Foi inaugurado na sexta-feira 29 de junho de 2012.
Na época de sua inauguração, junho de 2012, o então governador Antonio Anastasia declarou: “Estamos resgatando um pouco da história do Barreiro, uma região tão tradicional de Belo Horizonte. Aqui havia, no passado, uma instalação da Febem, um prédio triste, com imagem negativa, que ficou abandonado e, agora, estamos entregando a primeira etapa de uma obra que restaura este imóvel para uso social positivo. Vamos ter aqui qualificação, lazer, esportes, cultura e educação. O Point Barreiro significa liberdade, inclusão social e oportunidade, um espaço de esperança.”

## Parque das Águas
Oficialmente é denominado Parque Ecológico Municipal Roberto Burle Max, sendo constituído por uma área aproximada de 144 mil m² e inserido no complexo ecológico da Serra do Rola Moça, divisa da Serra do Curral além de pertencer à bacia do Rio das Velhas.
O Parque das Águas é uma área de conservação ambiental de Belo Horizonte, apresentando inclusive uma horta de plantas medicinais, onde mais de 100 espécies são cultivadas para distribuição à comunidade. A fauna é bastante diversificada e a mata de vegetação é típica de transição entre o cerrado e a Mata Atlântica.

## Indicadores sociais
De acordo com o Atlas do Desenvolvimento Humano do Brasil, valores referentes ao ano de 2010, o bairro apresenta renda per capita média de R$ 729,72, mortalidade infantil de 14,5 por mil nascidos vivos, e Índice de Desenvolvimento Humano Municipal (IDHM) considerado alto, fazendo-o ocupar a 232ª posição em Belo Horizonte, com o valor de 0,749.